# Little Barningham
Little Barningham is een civil parish in het bestuurlijke gebied North Norfolk, in het Engelse graafschap Norfolk met 111 inwoners.